# Чистая приведённая стоимость
Чистая приведённая стоимость (ЧПС, чистый приведённый эффект, чистая текущая стоимость, чистый дисконтированный доход, ЧДД, англ. net present value, NPV) — это сумма дисконтированных значений потока платежей, приведённых к сегодняшнему дню. Показатель NPV представляет собой разность между всеми денежными притоками и оттоками, приведёнными к текущему моменту времени (моменту оценки инвестиционного проекта). Он показывает величину денежных средств, которую инвестор ожидает получить от проекта, после того, как денежные притоки окупят его первоначальные инвестиционные затраты и периодические денежные оттоки, связанные с осуществлением проекта. Поскольку денежные платежи оцениваются с учётом их временно́й стоимости и рисков, NPV можно интерпретировать как стоимость, добавляемую проектом. Её также можно интерпретировать как общую прибыль инвестора.

## Определение
Согласно американскому профессору Энтони Аткинсону чистая приведённая стоимость — сумма всех дисконтированных денежных потоков (притоков и оттоков), связанных с инвестиционным проектом.
Для потока платежей CF (Cash Flow), где {\displaystyle CF_{t}} — платёж через {\displaystyle t} лет ({\displaystyle t=1,...,N}) и начальной инвестиции IC (Invested Capital) в размере {\displaystyle IC=-CF_{0}} чистая приведённая стоимость {\displaystyle NPV} рассчитывается по формуле:
{\displaystyle NPV=\sum _{t=0}^{N}{\frac {CF_{t}}{(1+i)^{t}}}=-IC+\sum _{t=1}^{N}{\frac {CF_{t}}{(1+i)^{t}}}},
где {\displaystyle i} — ставка дисконтирования.
В обобщённом варианте, инвестиции также должны дисконтироваться, так как в реальных проектах они осуществляются не одномоментно (в нулевом периоде), а растягиваются на несколько периодов.
Расчёт ЧПС — стандартный метод оценки эффективности инвестиционного проекта и показывает оценку эффекта от инвестиции, приведённую к настоящему моменту времени с учётом разной временно́й стоимости денег. Если ЧПС больше 0, то инвестиция экономически эффективна, а если ЧПС меньше 0, то инвестиция экономически невыгодна (то есть альтернативный проект, доходность которого принята в качестве ставки дисконтирования требует меньших инвестиций для получения аналогичного потока доходов).
С помощью ЧПС можно также оценивать сравнительную эффективность альтернативных вложений (при одинаковых начальных вложениях более выгоден проект с наибольшим ЧПС). Но всё же для сравнительного анализа более применимыми являются относительные показатели. Применительно к анализу инвестиционных проектов таким показателем является внутренняя норма доходности.
В отличие от показателя дисконтированной стоимости при расчёте чистого дисконтированного дохода учитывается начальная инвестиция. Поэтому формула чистого дисконтированного дохода отличается от формулы дисконтированной стоимости на величину начальной инвестиции {\displaystyle IC=-CF_{0}}.

## Достоинства и недостатки
Положительные свойства ЧПС:
1. Чёткие критерии принятия решений.
2. Показатель учитывает стоимость денег во времени (используется коэффициент дисконтирования в формулах).
3. Показатель учитывает риски проекта посредством различных ставок дисконтирования. Бо́льшая ставка дисконтирования соответствует бо́льшим рискам, меньшая — меньшим.

Отрицательные свойства ЧПС:
1. В руководстве ЮНИДО критикуется использование NPV для сравнения эффективности альтернативных проектов (Беренс, Хавранек, 1995, стр.240). Для устранения этого недостатка NPV был разработан индекс скорости удельного прироста стоимости (Коган, 2012).
2. Во многих случаях корректный расчёт ставки дисконтирования является проблематичным, что особенно характерно для многопрофильных проектов, которые оцениваются с использованием NPV.
3. Хотя все денежные потоки (коэффициент дисконтирования может включать в себя инфляцию, однако зачастую это всего лишь норма прибыли, которая закладывается в расчётный проект) являются прогнозными значениями, формула не учитывает вероятность исхода события.

Для того чтобы оценить проект с учётом вероятности исхода событий поступают следующим образом:
Выделяют ключевые исходные параметры. Каждому параметру устанавливают ряд значений с указанием вероятности наступления события. Для каждой совокупности параметров рассчитывается вероятность наступления и NPV. Дальше идёт расчёт математического ожидания. В итоге получаем наиболее вероятное NPV.

## Пример
Корпорация должна решить, следует ли вводить новые линейки продуктов. Новый продукт будет иметь расходы на запуск, эксплуатационные расходы, а также входящие денежные потоки в течение шести лет.
Этот проект будет иметь немедленный (T = 0) отток денежных средств в размере $ 100 000 (которые могут включать в себя механизмы, а также расходы на обучение персонала). Другие оттоки денежных средств за 1-6 лет ожидаются в размере $ 5000 в год. Приток денежных средств, как ожидается, составит $ 30 000 за каждый год 1-6. Как только компания получает прибыль от реализации проекта (например, $ 25 000 после первого года), она кладёт их в банк под 10 % годовых на оставшееся до конца проекта время (то есть на оставшиеся 5 лет для первых $ 25 000). Все денежные потоки после уплаты налогов, и на 7 год никаких денежных потоков не планируется. Ставка дисконтирования составляет 10 %.
Таким образом, требуется оценить, какая сумма больше:
{\displaystyle 100\,000\cdot (1+0.1)^{t}\lessgtr \sum _{i=1}^{t}p_{i}\cdot (1+0.1)^{(t-i)}}, где {\displaystyle p_{i}} — прибыль от проекта, полученный в i-й год реализации проекта, t — общая длительность проекта. Поделим обе части на {\displaystyle (1+0.1)^{t}}:
{\displaystyle 100\,000\lessgtr \sum _{i=1}^{t}p_{i}\cdot (1+0.1)^{(-i)}}.
Каждое слагаемое в правой части неравенства — это приведённая стоимость денег по годам. Например, $ 25 000, полученные от реализации проекта после первого года и положенные в банк на 5 лет, дадут такой же доход, как $ 22 727, положенные в банк в начальный момент времени на 6 лет. Таким образом, приведённая стоимость (PV) может быть рассчитана по каждому году:
| Год | Денежный поток                                       | Приведённая стоимость |
| --- | ---------------------------------------------------- | --------------------- |
| T=0 | {\displaystyle {\frac {-100\,000}{(1+0.10)^{0}}}}    | - $ 100 000           |
| T=1 | {\displaystyle {\frac {30\,000-5000}{(1+0.10)^{1}}}} | $ 22 727              |
| T=2 | {\displaystyle {\frac {30\,000-5000}{(1+0.10)^{2}}}} | $ 20 661              |
| T=3 | {\displaystyle {\frac {30\,000-5000}{(1+0.10)^{3}}}} | $ 18 783              |
| T=4 | {\displaystyle {\frac {30\,000-5000}{(1+0.10)^{4}}}} | $ 17 075              |
| T=5 | {\displaystyle {\frac {30\,000-5000}{(1+0.10)^{5}}}} | $ 15 523              |
| T=6 | {\displaystyle {\frac {30\,000-5000}{(1+0.10)^{6}}}} | $ 14 112              |

Сумма всех этих значений является настоящей чистой приведённой стоимостью, которая равна $ 8881.52. Поскольку NPV больше нуля, то было бы лучше инвестировать в проект, чем класть деньги в банк (под 10 % годовых с капитализацией процентов), и корпорации должны вкладывать средства в этот проект, если нет альтернативы с более высоким NPV.
Тот же пример с формулами в Excel:
- NPV (ставка, net_inflow) + initial_investment
- PV (ставка, year_number, yearly_net_inflow)

При более реалистичных проблемах необходимо будет рассмотреть другие факторы, как расчет налогов, неравномерный денежный поток и ценности, а также наличие альтернативных возможностей для инвестиций.
Кроме того, если мы будем использовать формулы, упомянутые выше, для расчёта NPV — то мы видим, что входящие потоки (притоки) денежных средств являются непрерывными и имеют такую же сумму; и подставив значения в формулу
{\displaystyle {\frac {1-(1+i)^{-n}}{i}}} мы получим {\displaystyle {\frac {1-(1+0.1)^{-6}}{0.1}}=4.3553}.
И если умножить полученное значение на денежные потоки (CF), и учесть первоначальные затраты, то в итоге вычислим чистую приведённую стоимость (NPV):
{\displaystyle [4.3553\,(30\,000-5000)]-100\,000=\$\,8\,882.52}
Поскольку NPV больше нуля, то было бы лучше инвестировать в проект, чем ничего не делать, и корпорации должны вкладывать средства в этот проект, если нет альтернативы с более высоким NPV.

## Сравнение эффективности альтернативных проектов
Использование NPV может привести к ошибке при сравнении эффективности разнопараметрических инвестиционных проектов и при формировании портфеля инвестиционных проектов. Под разнопараметрическими понимаются такие проекты, у которых одновременно отличаются три инвестиционных параметра: сумма инвестиций, расчётный период и ежегодные финансовые результаты (Коган, 2012).
Покажем это на следующем примере. Сравним эффективность покупки векселя А и векселя В. Эти сделки можно рассматривать как простейшие инвестиционные проекты с единственным оттоком и единственным притоком. Вексель А стоит 100 тыс.р., его выкупят через три года, заплатив при этом 150 тыс.р. Вексель В стоит 50 тыс.р., его выкупят через два года, заплатив при этом 70 тыс. р. При ставке дисконта 10 %, {\displaystyle NPV^{A}}= 12,7 тыс.р., что больше, чем {\displaystyle NPV^{B}}=7,85 тыс.р.
Таким образом, по NPV, проект А эффективнее проекта В. Казалось бы, инвестору выгоднее покупать векселя типа А. Однако, представим, что этот инвестор купит два векселя В. При этом он потратит те же 100 тыс.р., что и для покупки векселя А, но выгод получит больше: {\displaystyle NPV^{B+B}}= 15,7 тыс.р. таким образом, инвестиции в векселя типа В выгоднее, чем инвестиции в векселя типа А.
Эти два проекта отличаются не только по суммам инвестиций, но и по расчётным периодам: покупка векселя А — трёхлетний проект, покупка векселя В — двухлетний проект. Если добавить в анализ и этот фактор, то покупка векселя А выглядит ещё менее выгодной. Так, инвестор, имеющий только 100 тыс.р., за шесть лет сможет только дважды купить вексель типа А (NPV этих двух сделок составит 22,24 тыс.р.), но трижды по два векселя типа В (NPV этих шести сделок составит 39,4 тыс.р.). Таким образом, в результате включения в анализ суммы инвестиций и расчётного периода проектов, векселя типа В выглядят ещё более эффективными, чем векселя типа А.
Из данного примера следует вывод, что для корректного анализа эффективности инвестиций, необходимо учитывать три фактора: NPV, сумму инвестиций и расчётный период проекта. Все эти факторы объединены в индекс скорости удельного прироста стоимости, поэтому при использовании этого показателя не возникают вышеуказанные проблемы.